# الفارعة (محافظة العلا)
الفارعة، قرية من قرى محافظة العلا، والتابعة لمنطقة المدينة المنورة في السعودية. تقع في شمال المدينة المنورة، وتبعد عنها بمسافة تقارب ( ) كيلو متر، وعن العلا بمسافة تقارب ( ) كيلو متر.

## مركز الفارعة
مركز الفارعة: هو من مراكز فئة (ب)
الموقعيقع المركز في الجزء الشمالي الغربي من محافظة العلا .
المساحةتبلغ مساحته (1,557كم2)، وتمثل 5,32% من مساحة المحافظة، ويأتي في المرتبة التاسعة من حيث المساحة.
السكانيبلغ عدد سكانه (2254) نسمة، ويأتي في المرتبة السادسة.
بعد المركز عن المحافظةيقع المركز على بعد (190كم) من المحافظة، والطريق المؤدي إليها ترابي، ويعتبر المركز في المرتبة الرابعة عشرة والأخيرة من حيث القرب من مقر المحافظة.